# Dodilo
Dodilo (auch Duodelin) († 980) war von 965/968 bis 980 Bischof von Brandenburg.

## Leben
Dodilo gilt als zweiter Bischof des Bistums Brandenburg. Er wurde in Erfurt von Erzbischof Wilhelm von Mainz und Bischof Erkanbald von Straßburg geweiht. Das mögliche Datum lag zwischen dem 26. September 965 und dem 2. März 968. 
Er nahm im Herbst 968 an der Erhebung von Adalbert zum Erzbischof von Magdeburg teil. Gleichzeitig wurden die ersten Bischöfe von Merseburg, Zeitz und Meißen durch den Erzbischof und einen päpstlichen Gesandten ordiniert. Otto I. ordnete an, das er und der Bischof Dudo von Havelberg das Protokoll der Wahl des Erzbischofs unterzeichnen und diesem Treue schwören sollten.
Dodilo wurde im Jahr 980 aus unbekannten Gründen von Personen aus der eigenen Umgebung erdrosselt. Seine Leiche wurde 983 während des Slawenaufstandes von den Eroberern aus dem Grab geholt, ausgeplündert und wieder beerdigt, wie Thietmar von Merseburg berichtete.